# Джъстин Кронин
Джъстин Кронин (на английски: Justin Cronin) е американски писател на бестселъри в жанра научна фантастика, хорър и съвременен любовен роман.

## Биография и творчество
Джъстин Кордел Кронин е роден през 1962 г. в Нова Англия, САЩ. Баща му е работник в „General Foods“, а майка му домакиня. Израства в Масачузетс и Ню Йорк. Учи в училище-интернат в Андовър, Масачузетс. Завършва английска филология в Харвардския университет. След дипломирането си пътува много и работи като преподавател в средно училище. Решава да преследва мечтата си да бъде писател и завършва Програмата за творческо писане към Университета на Айова. В Айова среща и се жени за съпругата си Лесли, поетеса. Имат две деца – Ирис и Атикус.
След завършване на обучението си първоначално работи като писател на свободна практика, а в периода 1992-2003 г. е гост-писател към Университета „Ла Сал“ във Филаделфия. После работи като преподавател по английски език в Университета Райс в Хюстън, Тексас.
Първата му новела „A Short History of the Long Ball“ е публикувана през 1995 г. Първият му съвременен любовен роман „Mary and O'Neil“ е публикуван през 2001 г. Удостоен е с наградата „Хемингуей“ на ПЕН клуба и наградата „Стивън Крейн“. През 2003 г. пише историята за филма „Walter's Room“.
През 2004 г. е издаден вторият му любовен роман „The Summer Guest“. За произведенията си е удостоен с наградата „Уайтинг“ и получава стипендия от Националния фонд за изкуства.
Големият му успех обаче идва с фантастичната вампирска хорър поредица „Проходът“. Той представя ръкописа си под псевдонима Джордан Ейнсли. Още в ръкопис тя е закупена от издателство за над 3 милиона.
Първият роман „Проходът“ е публикуван през 2009 г. Книгата представя постапокалиптичен сценарий, в който след пробив в системата за сигурност на таен военен проект на правителството на САЩ се появяват чудовища, с последващ ужасяващ хаос и поголовно изтребление в целия свят. В последвалата първобитна среда главните герои, агентът от ФБР Улгаст и шестгодишното сираче Ейми, трябва да намерят онзи миг и онова място, където да променят хода на събитията. Книгата става бестселър и предпочетена за екранизиране.
Джъстин Кронин живее със семейството си в Хюстън, Тексас, и Кейп Код, Масачузетс.

## Произведения

### Самостоятелни романи
- Mary and O'Neil (2001)
- The Summer Guest (2004)
- The Ferryman (2023)
Лодкарят, изд.: Локус, София (2023), прев. Паулина Сточева Мичева

### Серия „Проходът“ (Passage)
1. The Passage (2009)
Проходът, изд.: Интенс, София (2011), прев. Евелина Пенева
2. The Twelve (2012)
Дванайсетте, изд.: Интенс, София (2013), прев. Евелина Пенева
3. The City of Mirrors (2016)
Градът на огледалата, изд.: Интенс, София (2017), прев. Катя Перчинкова

### Новели
- A Short History of the Long Ball (1995)

### Екранизации
- 2003 Walter's Room